# Rafael Foguet Ambrós
Rafael Foguet Ambrós (Riba-roja d'Ebre, 1933) és un químic català.
Es llicencià en química per la Universitat de Barcelona el 1957. Ha estat conseller delegat i vicepresident del Grup Ferrer Internacional, durant 31 anys. Posseeix un important nombre de patents a Espanya i a l'estranger. És president de la Reial Acadèmia de Ciències i Arts de Barcelona i d'Expoquímia (Saló Internacional de la Química, de Fira de Barcelona), i també vicepresident de la Sociedad Espańola de Química Industrial y de Ingeniería Química. Ha presidit el Consell Assessor de la Fundació Bosch i Gimpera de la Universitat de Barcelona, l'associació empresarial Farmaindustria i de la Reial Acadèmia de Ciències i Arts de Barcelona.
El 2002 va rebre la Creu de Sant Jordi. En 2008 fou nomenat doctor honoris causa per la Universitat de Barcelona i el 2012 Medalla d'Or al Mèrit Científic de la Ciutat de Barcelona.